# بول سبراشمان
بول سبراشمان (بالإنجليزية: Paul Sprachman)‏ (ولد في 26 مايو 1947) هو بروفيسور متقاعد علم في جامعة روتجرز في الولايات المتحدة (أستاذ مساعد (NTT)، الفارسية). يعيش في وادي هدسون. قام سبراشمان بترجمة عدد من الكتب الفارسية إلى الإنجليزية، مثل غرب زدكي (التي ابتليت بها الغرب)، مدينة تحت الحصار: حكايات الحرب الإيرانية العراقية، حرب امرأة واحدة: دا (الأم)، طهران: شارع الثورة والشطرنج مع آلة يوم القيامة. 
حصل على درجة الدكتوراه من جامعة شيكاغو عام 1981. 